# Daniel Batista Lima
Daniel Batista Lima (in greco Ντανιέλ Μπατίστα Λίμα; Praia, 9 settembre 1964) è un dirigente sportivo ex allenatore di calcio, ex calciatore capoverdiano naturalizzato greco, di ruolo attaccante.
Oggi è direttore tecnico del Niki Volos.

## Carriera

### Club
Vanta 97 gol in 317 incontri di campionato, alla media di 0,31. È uno dei pochi calciatori ad aver vinto l'unica edizione della coppa di Lega greca battendo 3-2 l'Olympiakos. Ha giocato 31 incontri in Europa, segnando 10 gol.
Il 27 novembre 1991 realizza il parziale 1-0 in Coppa UEFA contro il Torino (2-2).

### Nazionale
Il 12 ottobre 1994 debutta in nazionale giocando contro la Finlandia (4-0), segnando anche un gol. Convocato fino al 1996, termina l'esperienza internazionale con 14 presenze e 2 gol.

## Palmarès

### Club

#### Competizioni nazionali
- Supercoppa di Grecia: 3

AEK Atene: 1989, 1996
Olympiakos: 1992
- Coppa di Lega greca: 1

AEK Atene: 1989-1990
- Campionato greco: 1

AEK Atene: 1991-1992
- Coppa di Grecia: 2

AEK Atene: 1995-1996, 1996-1997